# Brazylijskie odznaczenia

## Federacyjna Republika Brazylii

### Order przeznaczony wyłącznie dla obcokrajowców
| Baretka | Nazwa polska                                    | Nazwa portugalska                                  |
| ------- | ----------------------------------------------- | -------------------------------------------------- |
|         | Order Narodowy Krzyża Południa – Wielki Łańcuch | Ordem Nacional do Cruzeiro do Sul – Grande Colar   |
|         | Order Narodowy Krzyża Południa – Krzyż Wielki   | Ordem Nacional do Cruzeiro do Sul – Grã-Cruz       |
|         | Order Narodowy Krzyża Południa – Wielki Oficer  | Ordem Nacional do Cruzeiro do Sul – Grande Oficial |
|         | Order Narodowy Krzyża Południa – Komandor       | Ordem Nacional do Cruzeiro do Sul – Comendador     |
|         | Order Narodowy Krzyża Południa – Oficer         | Ordem Nacional do Cruzeiro do Sul – Oficial        |
|         | Order Narodowy Krzyża Południa – Kawaler        | Ordem Nacional do Cruzeiro do Sul – Cavaleiro      |

### Ordery i odznaczenia w państwowej kolejności starszeństwa
| Baretka                                              | Nazwa polska                                                                               | Nazwa portugalska                                                                     |
| Odznaczenia za odwagę wojskową                       | Odznaczenia za odwagę wojskową                                                             | Odznaczenia za odwagę wojskową                                                        |
| ---------------------------------------------------- | ------------------------------------------------------------------------------------------ | ------------------------------------------------------------------------------------- |
|                                                      | Krzyż Marynarki Wojennej                                                                   | Cruz Naval                                                                            |
|                                                      | Krzyż Bojowy I klasy                                                                       | Cruz de Combate 1a classe                                                             |
|                                                      | Krzyż Bojowy II klasy                                                                      | Cruz de Combate 2a classe                                                             |
|                                                      | Krzyż Waleczności                                                                          | Cruz de Bravura                                                                       |
| Odznaczenia za rany odniesione w akcji               |                                                                                            |                                                                                       |
|                                                      | Medal „Krew Brazylii”                                                                      | Medalha Sangue do Brasil                                                              |
|                                                      | Krzyż Krwi                                                                                 | Cruz de Sangue                                                                        |
| Odznaczenia za kampanie wojenne, misje wojskowe itp. |                                                                                            |                                                                                       |
|                                                      | Krzyż Kampanii (Wojna 1914–1918)                                                           | Cruz de Campanha (Guerra de 1914-1918)                                                |
|                                                      | Medal Zwycięstwa (Wojna 1914–1918)                                                         | Medalha da Vitória (Guerra de 1914-1918)                                              |
|                                                      | Medal Wybitnej Służby                                                                      | Medalha de Serviços Relevantes                                                        |
|                                                      | Medal Służby Wojennej (z trzema gwiazdkami)                                                | Medalha de Serviços de Guerra (3 estrelas)                                            |
|                                                      | Medal Służby Wojennej (z dwoma gwiazdkami)                                                 | Medalha de Serviços de Guerra (2 estrelas)                                            |
|                                                      | Medal Służby Wojennej (z jedną gwiazdką)                                                   | Medalha de Serviços de Guerra (1 estrela)                                             |
|                                                      | Medal Północno-Wschodnich Sił Morskich (złoty)                                             | Medalha da Fôrça Naval do Nordeste (ouro)                                             |
|                                                      | Medal Północno-Wschodnich Sił Morskich (srebrny)                                           | Medalha da Fôrça Naval do Nordeste (prata)                                            |
|                                                      | Medal Północno-Wschodnich Sił Morskich (brązowy)                                           | Medalha da Fôrça Naval do Nordeste (bronze)                                           |
|                                                      | Medal Południowych Sił Morskich (złoty)                                                    | Medalha da Fôrça Naval do Sul (ouro)                                                  |
|                                                      | Medal Południowych Sił Morskich (srebrny)                                                  | Medalha da Fôrça Naval do Sul (prata)                                                 |
|                                                      | Medal Południowych Sił Morskich (brązowy)                                                  | Medalha da Fôrça Naval do Sul (bronze)                                                |
|                                                      | Medal Kampanii                                                                             | Medalha de Campanha                                                                   |
|                                                      | Krzyż Lotniczy (wstążka A)                                                                 | Cruz de Aviação (fita A)                                                              |
|                                                      | Krzyż Lotniczy (wstążka B)                                                                 | Cruz de Aviação (fita B)                                                              |
|                                                      | Medal Kampanii Włoskiej                                                                    | Medalha da Campanha da Itália                                                         |
| Odznaczenia za zasługi                               |                                                                                            |                                                                                       |
|                                                      | Order Narodowy Zasługi – Krzyż Wielki                                                      | Ordem Nacional do Mérito – Grã-Cruz                                                   |
|                                                      | Order Narodowy Zasługi – Wielki Oficer                                                     | Ordem Nacional do Mérito – Grande Oficial                                             |
|                                                      | Order Narodowy Zasługi – Komandor                                                          | Ordem Nacional do Mérito – Comendador                                                 |
|                                                      | Order Narodowy Zasługi – Oficer                                                            | Ordem Nacional do Mérito – Oficial                                                    |
|                                                      | Order Narodowy Zasługi – Kawaler                                                           | Ordem Nacional do Mérito – Cavaleiro                                                  |
|                                                      | Medal Zasługi Ustawodawczej                                                                | Medalha Mérito Legislativo                                                            |
|                                                      | Order Zasługi Obronnej – Krzyż Wielki                                                      | Ordem do Mérito da Defesa – Grã-Cruz                                                  |
|                                                      | Order Zasługi Obronnej – Wielki Oficer                                                     | Ordem do Mérito da Defesa – Grande Oficial                                            |
|                                                      | Order Zasługi Obronnej – Komandor                                                          | Ordem do Mérito da Defesa – Comendador                                                |
|                                                      | Order Zasługi Obronnej – Oficer                                                            | Ordem do Mérito da Defesa – Oficial                                                   |
|                                                      | Order Zasługi Obronnej – Kawaler                                                           | Ordem do Mérito da Defesa – Cavaleiro                                                 |
|                                                      | Order Zasługi Sił Zbrojnych – Krzyż Wielki                                                 | Ordem do Mérito das Forças Armadas – Grã-Cruz                                         |
|                                                      | Order Zasługi Sił Zbrojnych – Wielki Oficer                                                | Ordem do Mérito das Forças Armadas – Grande Oficial                                   |
|                                                      | Order Zasługi Sił Zbrojnych – Komandor                                                     | Ordem do Mérito das Forças Armadas – Comendador                                       |
|                                                      | Order Zasługi Sił Zbrojnych – Oficer                                                       | Ordem do Mérito das Forças Armadas – Oficial                                          |
|                                                      | Order Zasługi Sił Zbrojnych – Kawaler                                                      | Ordem do Mérito das Forças Armadas – Cavaleiro                                        |
|                                                      | Order Zasługi Marynarki Wojennej – Krzyż Wielki                                            | Ordem do Mérito Naval – Grã-Cruz                                                      |
|                                                      | Order Zasługi Marynarki Wojennej – Wielki Oficer                                           | Ordem do Mérito Naval – Grande Oficial                                                |
|                                                      | Order Zasługi Marynarki Wojennej – Komandor                                                | Ordem do Mérito Naval – Comendador                                                    |
|                                                      | Order Zasługi Marynarki Wojennej – Oficer                                                  | Ordem do Mérito Naval – Oficial                                                       |
|                                                      | Order Zasługi Marynarki Wojennej – Kawaler                                                 | Ordem do Mérito Naval – Cavaleiro                                                     |
|                                                      | Order Zasługi Wojskowej – Krzyż Wielki                                                     | Ordem do Merito Militar – Grã-Cruz                                                    |
|                                                      | Order Zasługi Wojskowej – Wielki Oficer                                                    | Ordem do Merito Militar – Grande Oficial                                              |
|                                                      | Order Zasługi Wojskowej – Komandor                                                         | Ordem do Merito Militar – Comendador                                                  |
|                                                      | Order Zasługi Wojskowej – Oficer                                                           | Ordem do Merito Militar – Oficial                                                     |
|                                                      | Order Zasługi Wojskowej – Kawaler                                                          | Ordem do Merito Militar – Cavaleiro                                                   |
|                                                      | Order Zasługi Lotniczej – Krzyż Wielki                                                     | Ordem do Mérito Aeronáutico – Grã-Cruz                                                |
|                                                      | Order Zasługi Lotniczej – Wielki Oficer                                                    | Ordem do Mérito Aeronáutico – Grande Oficial                                          |
|                                                      | Order Zasługi Lotniczej – Komandor                                                         | Ordem do Mérito Aeronáutico – Comendador                                              |
|                                                      | Order Zasługi Lotniczej – Oficer                                                           | Ordem do Mérito Aeronáutico – Oficial                                                 |
|                                                      | Order Zasługi Lotniczej – Kawaler                                                          | Ordem do Mérito Aeronáutico – Cavaleiro                                               |
|                                                      | Order Rio Branco – Krzyż Wielki                                                            | Ordem de Rio Branco – Grã-Cruz                                                        |
|                                                      | Order Rio Branco – Wielki Oficer                                                           | Ordem de Rio Branco – Grande Oficial                                                  |
|                                                      | Order Rio Branco – Komandor                                                                | Ordem de Rio Branco – Comendador                                                      |
|                                                      | Order Rio Branco – Oficer                                                                  | Ordem de Rio Branco – Oficial                                                         |
|                                                      | Order Rio Branco – Kawaler                                                                 | Ordem de Rio Branco – Cavaleiro                                                       |
|                                                      | Order Rio Branco – Medal Zasługi                                                           | Medalha do Merito de Rio Branco                                                       |
|                                                      | Order Zasługi Sądownictwa Wojskowego – Krzyż Wielki                                        | Ordem do Mérito Judiciário Militar – Grã-Cruz                                         |
|                                                      | Order Zasługi Sądownictwa Wojskowego – Wysokie Wyróżnienie                                 | Ordem do Mérito Judiciário Militar – Alta Distinção                                   |
|                                                      | Order Zasługi Sądownictwa Wojskowego – Wyróżnienie                                         | Ordem do Mérito Judiciário Militar – Distinção                                        |
|                                                      | Order Zasługi Sądownictwa Wojskowego – Dobra Służba                                        | Ordem do Mérito Judiciário Militar – Bons Serviços                                    |
|                                                      | Order Zasługi Medycznej                                                                    | Ordem do Mérito Médico                                                                |
|                                                      | Medal Zasługi Mauá − Wybitne Zasługi                                                       | Medalha do Mérito Mauá − Serviços Relevantes                                          |
|                                                      | Medal Zasługi Mauá − Krzyż Mauá                                                            | Medalha do Mérito Mauá − Cruz de Mauá                                                 |
|                                                      | Order Zasługi Ministerstwa Prokuratury Wojskowej                                           | Ordem do Mérito Ministério Público Militar                                            |
|                                                      | Medal Wojskowy Zasługi Sportowej                                                           | Medalha Mérito Desportivo Militar                                                     |
| w przygot.                                           | Order Zasługi Wywiadowczej                                                                 | Ordem do Mérito da Inteligência                                                       |
| w przygot.                                           | Medal Zasługi Majora Lotnictwa Bezpieczeństwa Publicznego Ibesa Carlosa Pacheco            | Medalha Mérito da Aviação de Segurança Pública Major Ibes Carlos Pacheco              |
| Odznaczenia za istotną służbę                        |                                                                                            |                                                                                       |
|                                                      | Krzyż Wybitnej Służby                                                                      | Cruz de Serviços Relevantes                                                           |
|                                                      | Medal Zwycięstwa                                                                           | Medalha da Vitória                                                                    |
| w przygot.                                           | Medal Zasługi Szefa Połączonych Sztabów Sił Zbrojnych                                      | Medalha Mérito Estado-Maior Conjunto das Forças Armadas                               |
|                                                      | Medal Zasługi Marszałka Cordeiro de Fariasa                                                | Medalha do Mérito Marechal Cordeiro de Farias                                         |
| w przygot.                                           | Medal Sérgia Vieira de Mello                                                               | Medalha Sérgio Vieira de Mello                                                        |
| w przygot.                                           | Medal Brazylijskiego Wojska Lądowego                                                       | Medalha Exército Brasileiro                                                           |
| w przygot.                                           | Medal Ochrony Prezydenckiej                                                                | Medalha da Segurança Presidencial                                                     |
| w przygot.                                           | Medal Ciszy Żołnierskiej                                                                   | Medalha do Soldado do Silêncio                                                        |
| w przygot.                                           | Medal Wkładu w Brazylijskich Sił Ekspedycyjnych                                            | Medalha Tributo à Força Expedicionária Brasileira                                     |
| Odznaczenia za dobrą służbę wojskową                 |                                                                                            |                                                                                       |
|                                                      | Medal Wojskowy (z pięcioma gwiazdkami)                                                     | Medalha Militar (5 estrelas)                                                          |
|                                                      | Medal Wojskowy (z czterema gwiazdkami)                                                     | Medalha Militar (4 estrelas)                                                          |
|                                                      | Medal Wojskowy (z trzema gwiazdkami)                                                       | Medalha Militar (3 estrelas)                                                          |
|                                                      | Medal Wojskowy (z dwoma gwiazdkami)                                                        | Medalha Militar (2 estrelas)                                                          |
|                                                      | Medal Wojskowy (z jedną gwiazdką)                                                          | Medalha Militar (1 estrela)                                                           |
| w przygot.                                           | Medal Korpusu Oddziałów                                                                    | Medalha Corpo de Tropa                                                                |
| w przygot.                                           | Medal Dobrej Służby Policji Wojskowej Dystryktu Federalnego                                | Medalha de bons serviços da Polícia Militar do Distrito Federal                       |
| w przygot.                                           | Medal Zasługi dla Oficerów i Funkcjonariuszy Korpusu Straży Pożarnej Dystryktu Federalnego | Medalha de Mérito para os oficiais e praças do Corpo de Bombeiros do Distrito Federal |
| Odznaczenia za wkład w narodowy wysiłek wojenny      |                                                                                            |                                                                                       |
|                                                      | Medal Służby Wojennej (bez gwiazdek)                                                       | Medalha de Serviços de Guerra (sem estrêla)                                           |
|                                                      | Medal Wojenny                                                                              | Medalha de Guerra                                                                     |
|                                                      | Medal za Kampanię na Atlantyku Południowym                                                 | Medalha da Campanha do Atlântico Sul                                                  |
| Odznaczenia za służbę na rzecz sił zbrojnych         |                                                                                            |                                                                                       |
|                                                      | Medal Marynarki Wojennej za Wybitną Służbę                                                 | Medalha Naval de Serviços Distintos                                                   |
|                                                      | Medal Rozjemcy                                                                             | Medalha do Pacificador                                                                |
|                                                      | Medal Zasługi Santosa Dumonta                                                              | Medalha Mérito Santos Dumont                                                          |
|                                                      | Medal Marszałka Trompowskiego                                                              | Medalha Marechal Trompowsky                                                           |
|                                                      | Medal Zasługi Tamandaré                                                                    | Medalha do Mérito Tamandaré                                                           |
| w przygot.                                           | Medal Służby Amazońskiej                                                                   | Medalha de Serviço Amazônico                                                          |
|                                                      | Medal Bartolomeu de Gusmão                                                                 | Medalha Bartolomeu de Gusmão                                                          |
| Odznaczenia za nadzwyczajną służbę i humanitaryzm    |                                                                                            |                                                                                       |
| w przygot.                                           | Medal Wyróżnienia I klasy (wstążka zielona)                                                | Medalha de Distinção de 1a classe (fita verde-mar)                                    |
| w przygot.                                           | Medal Wyróżnienia I klasy (wstążka czerwona)                                               | Medalha de Distinção de 1a classe (fita vermelha)                                     |
| w przygot.                                           | Medal Wyróżnienia I klasy (wstążka żółta)                                                  | Medalha de Distinção de 1a classe (fita amarela)                                      |
| w przygot.                                           | Medal Wyróżnienia II klasy (wstążka zielona)                                               | Medalha de Distinção de 2a classe (fita verde-mar)                                    |
| w przygot.                                           | Medal Wyróżnienia II klasy (wstążka czerwona)                                              | Medalha de Distinção de 2a classe (fita vermelha)                                     |
| w przygot.                                           | Medal Wyróżnienia II klasy (wstążka żółta)                                                 | Medalha de Distinção de 2a classe (fita amarela)                                      |
| Odznaczenia za zasługi cywilne                       |                                                                                            |                                                                                       |
|                                                      | Wielki Łańcuch Medalu Konspiracji                                                          | Grande Colar de Medalha da Inconfidência                                              |
|                                                      | Wielki Medal Konspiracji                                                                   | Grande Medalha da Inconfidência                                                       |
|                                                      | Medal Honorowy Konspiracji                                                                 | Medalha de Honra da Inconfidência                                                     |
|                                                      | Medal Konspiracji                                                                          | Medalha da Inconfidência                                                              |
| Odznaczenia za szkolenia lub studia wojskowe         |                                                                                            |                                                                                       |
| w przygot.                                           | Medal Nagrody „Greenhalgh”                                                                 | Medalha-Prêmio "Greenhalgh"                                                           |
| w przygot.                                           | Medal Nagrody „Szkoła Wojny Morskiej”                                                      | Medalha-Prêmio "Escola de Guerra Naval"                                               |
| w przygot.                                           | Medal Nagrody „Admirał Marques de Leão”                                                    | Medalha-Prêmio "Almirante Marques de Leão"                                            |
| w przygot.                                           | Medal Nagrody „Admirał José Maria do Amaral Oliveira”                                      | Medalha-Prêmio "Almirante José Maria do Amaral Oliveira"                              |
| w przygot.                                           | Medal Nagrody „Admirał Átila Monteiro Aché”                                                | Medalha-Prêmio "Almirante Átila Monteiro Aché"                                        |
| w przygot.                                           | Medal Nagrody „Komendant Vital de Oliveira”                                                | Medalha-Prêmio "Comandante Vital de Oliveira"                                         |
| w przygot.                                           | Medal Nagrody „Admirał Newton Braga”                                                       | Medalha-Prêmio "Almirante Newton Braga"                                               |
| w przygot.                                           | Medal Nagrody „Admirał Sylvio de Camargo”                                                  | Medalha-Prêmio "Almirante Sylvio de Camargo"                                          |
| w przygot.                                           | Medal Nagrody „Marcílio Dias”                                                              | Medalha-Prêmio "Marcílio Dias"                                                        |
| w przygot.                                           | Medal Nagrody „Saldanha da Gama”                                                           | Medalha-Prêmio "Saldanha da Gama"                                                     |
| w przygot.                                           | Medal Nagrody „Admirał Alexandrino de Alencar”                                             | Medalha-Prêmio "Almirante Alexandrino de Alencar"                                     |
| w przygot.                                           | Medal Nagrody „Faraday”                                                                    | Medalha-Prêmio "Faraday"                                                              |
| w przygot.                                           | Medal Nagrody „Admirał Jaceguai”                                                           | Medalha-Prêmio "Almirante Jaceguai"                                                   |
| w przygot.                                           | Medal Nagrody „Revista Marítima Brasileira”                                                | Medalha-Prêmio "Revista Marítima Brasileira"                                          |
| w przygot.                                           | Medal Nagrody „Hrabia Anadia”                                                              | Medalha-Prêmio "Conde de Anadia"                                                      |
| w przygot.                                           | Medal Nagrody „Admirał Júlio de Noronha”                                                   | Medalha-Prêmio "Almirante Júlio de Noronha"                                           |
| w przygot.                                           | Medal Nagrody „Intendentura Marynarska”                                                    | Medalha-Prêmio "Intendência da Marinha"                                               |
| w przygot.                                           | Medal Nagrody „Admirał Gastão Motta”                                                       | Medalha-Prêmio "Almirante Gastão Motta"                                               |
| w przygot.                                           | Medal Nagrody „Forte Sebastopol”                                                           | Medalha-Prêmio "Forte Sebastopol"                                                     |
| w przygot.                                           | Medal Nagrody „Admirał Wandenkolk”                                                         | Medalha-Prêmio "Almirante Wandenkolk"                                                 |
| w przygot.                                           | Medal Nagrody „Kobieta Marynarki Wojennej”                                                 | Medalha-Prêmio "Militar Feminino da Marinha"                                          |
| w przygot.                                           | Medal Nagrody „Sierżant Francisco Borges de Souza”                                         | Medalha-Prêmio "Sargento Francisco Borges de Souza"                                   |
| w przygot.                                           | Medal „Mallet”                                                                             | Medalha "Mallet"                                                                      |
| w przygot.                                           | Medal Marszałka Osório „O Legendário”                                                      | Medalha "Marechal Osório – O Legendário"                                              |
| w przygot.                                           | Medal Nagrody „Hrabia Linhares”                                                            | Medalha-Prêmio "Conde de Linhares"                                                    |
| w przygot.                                           | Medal „Caxias”                                                                             | Medalha de "Caxias"                                                                   |
| w przygot.                                           | Medal Nagrody „Marszałek Bitencourt”                                                       | Medalha Prêmio "Marechal Bitencourt"'                                                 |
| w przygot.                                           | Medal Nagrody „Correia Lima”                                                               | Medalha Prêmio "Correia Lima"                                                         |
| w przygot.                                           | Medal Nagrody „Książę Caxias”                                                              | Medalha-Prêmio "Duque de Caxias"                                                      |
| w przygot.                                           | Medal „Marszałek Hermes – Aplikacja i Studia”                                              | Medalha Marechal Hermes-Aplicação e Estudos                                           |
| w przygot.                                           | Medal Nagrody „Vanguarda”                                                                  | Medalha-Prêmio "Vanguarda"                                                            |
| w przygot.                                           | Medal Nagrody „Brazylijskie Siły Lotnicze”                                                 | Medalha-Prêmio "Força Aérea Brasileira"                                               |
| w przygot.                                           | Medal Nagrody „Santos Dumont”                                                              | Medalha-Prêmio "Santos Dumont"                                                        |
| w przygot.                                           | Medal Nagrody „Salgado Filho”                                                              | Medalha-Prêmio "Salgado Filho"                                                        |
|                                                      | Medal „Eduardo Gomes – Aplikacja i Studia”                                                 | Medalha "Eduardo Gomes Aplicação e Estudo"                                            |
| w przygot.                                           | Medal Nagrody Szkoły Wojskowej „Książę Caxias”                                             | Medalha-Prêmio do Colégio Militar "Duque de Caxias"                                   |
| w przygot.                                           | Medal Nagrody Szkoły Wojskowej „Admirał Barroso”                                           | Medalha-Prêmio do Colégio Militar "Almirante Barroso"                                 |
| w przygot.                                           | Medal Nagrody Szkoły Wojskowej „Markiz Herval”                                             | Medalha-Prêmio do Colégio Militar "Marquês do Herval"                                 |
| w przygot.                                           | Medal Nagrody Szkoły Wojskowej „Wicehrabia Inhaúma”                                        | Medalha-Prêmio do Colégio Militar "Visconde de Inhaúma"                               |
| w przygot.                                           | Medal Nagrody Szkoły Wojskowej „Hrabia Porto Alegre”                                       | Medalha-Prêmio do Colégio Militar "Conde de Porto Alegre"                             |
| w przygot.                                           | Medal Nagrody Szkoły Wojskowej „Markiz Tamandaré”                                          | Medalha-Prêmio do Colégio Militar "Marquês de Tamandaré"                              |
| w przygot.                                           | Medal Nagrody Szkoły Wojskowej „Marszałek Deodoro”                                         | Medalha-Prêmio do Colégio Militar "Marechal Deodoro"                                  |
| w przygot.                                           | Medal Nagrody Szkoły Wojskowej „Marszałek Carlos Machado”                                  | Medalha-Prêmio do Colégio Militar "Marechal Carlos Machado"                           |
| w przygot.                                           | Medal Nagrody Szkoły Wojskowej „Generał Polidoro”                                          | Medalha-Prêmio do Colégio Militar "General Polidoro"                                  |
| w przygot.                                           | Medal Nagrody Szkoły Wojskowej „Generał Benjamin Constant”                                 | Medalha-Prêmio do Colégio Militar "General Benjamin Constant"                         |
| w przygot.                                           | Medal Nagrody Szkoły Wojskowej „Baron Rio Branco”                                          | Medalha-Prêmio do Colégio Militar "Barão do Rio Branco"                               |
| Odznaczenia za oddanie zawodowe i jego doskonalenie  |                                                                                            |                                                                                       |
| w przygot.                                           | Medal Zasługi Marynarskiej                                                                 | Medalha Mérito Marinheiro                                                             |
| w przygot.                                           | Medal Zasługi Pojazdów Wodno-Lądowych                                                      | Medalha Mérito Anfíbio                                                                |
| w przygot.                                           | Medal Zasługi Kwatermistrzowskiej                                                          | Medalha Mérito Acanto                                                                 |
| w przygot.                                           | Medal Zasługi Zdrowia Marynarskiego                                                        | Medalha Mérito Saúde Naval                                                            |
| w przygot.                                           | Medal Zasługi Inżynierii Marynarki                                                         | Medalha Mérito Engenharia da Marinha                                                  |
| w przygot.                                           | Medal Sierżanta Maxa Wolffa Filha                                                          | Medalha Sargento Max Wolff Filho                                                      |
| w przygot.                                           | Medal Najlepszego Placu                                                                    | Medalha de Praça mais Distinta                                                        |

### Inne odznaczenia poza kolejnością starszeństwa
| Baretka                    | Nazwa polska                                       | Nazwa portugalska                                                | Ustanowiono                |
| Odznaczenia resortowe itp. | Odznaczenia resortowe itp.                         | Odznaczenia resortowe itp.                                       | Odznaczenia resortowe itp. |
| -------------------------- | -------------------------------------------------- | ---------------------------------------------------------------- | -------------------------- |
|                            | Order Narodowy Zasługi Edukacyjnej – Krzyż Wielki  | Ordem Nacional do Mérito Educativo - Grã-Cruz                    | 1955                       |
|                            | Order Narodowy Zasługi Edukacyjnej – Wielki Oficer | Ordem Nacional do Mérito Educativo - Grande Oficial              | 1955                       |
|                            | Order Narodowy Zasługi Edukacyjnej – Komandor      | Ordem Nacional do Mérito Educativo - Comendador                  | 1955                       |
|                            | Order Narodowy Zasługi Edukacyjnej – Oficer        | Ordem Nacional do Mérito Educativo – Oficial                     | 1955                       |
|                            | Order Narodowy Zasługi Edukacyjnej – Kawaler       | Ordem Nacional do Mérito Educativo – Cavaleiro                   | 1955                       |
|                            | Order Zasługi Pracy                                | Ordem do Mérito do Trabalho                                      | 1965                       |
|                            | Order Zasługi Sądownictwa Pracy – Wielki Łańcuch   | Ordem do Mérito Judiciário do Trabalho – Grão Colar              | (1973)                     |
|                            | Order Zasługi Sądownictwa Pracy – Krzyż Wielki     | Ordem do Mérito Judiciário do Trabalho – Grã-Cruz                | 1970                       |
|                            | Order Zasługi Sądownictwa Pracy – Wielki Oficer    | Ordem do Mérito Judiciário do Trabalho – Grande Oficial          | 1970                       |
|                            | Order Zasługi Sądownictwa Pracy – Komandor         | Ordem do Mérito Judiciário do Trabalho – Comendador              | 1970                       |
|                            | Order Zasługi Sądownictwa Pracy – Oficer           | Ordem do Mérito Judiciário do Trabalho – Oficial                 | 1970                       |
|                            | Order Zasługi Sądownictwa Pracy – Kawaler          | Ordem do Mérito Judiciário do Trabalho – Cavaleiro               | 1970                       |
|                            | Order Kongresu Narodowego – Wielki Łańcuch         | Ordem do Congresso Nacional - Grande Colar                       | 1972                       |
|                            | Order Kongresu Narodowego – Krzyż Wielki           | Ordem do Congresso Nacional - Grã-Cruz                           | 1972                       |
|                            | Order Kongresu Narodowego – Wielki Oficer          | Ordem do Congresso Nacional - Grande Oficial                     | 1972                       |
|                            | Order Kongresu Narodowego – Komandor               | Ordem do Congresso Nacional - Comendador                         | 1972                       |
|                            | Order Kongresu Narodowego – Oficer                 | Ordem do Congresso Nacional - Oficial                            | 1972                       |
|                            | Order Kongresu Narodowego – Kawaler                | Ordem do Congresso Nacional - Cavaleiro                          | 1972                       |
|                            | Order Zasługi Komunikacyjnej                       | Ordem do Mérito das Comunicações                                 | 1982                       |
|                            | Order Narodowy Zasługi Naukowej – Krzyż Wielki     | Ordem Nacional do Mérito Científico – Grã-Cruz                   | 1993                       |
|                            | Order Narodowy Zasługi Naukowej – Komandor         | Ordem Nacional do Mérito Científico – Comendador                 | 1993                       |
|                            | Order Zasługi Kulturalnej – Krzyż Wielki           | Ordem do Mérito Cultural – Grã-Cruz                              | 1991                       |
|                            | Order Zasługi Kulturalnej – Komandor               | Ordem do Mérito Cultural – Comendador                            | 1991                       |
|                            | Order Zasługi Kulturalnej – Kawaler                | Ordem do Mérito Cultural – Cavaleiro                             | 1991                       |
|                            | Order Zasługi Kartograficznej                      | Ordem do Mérito Cartográfico                                     |                            |
|                            | Medal Brygadiera Couto Magalhãesa                  | Medalha Brigadeiro Couto Magalhães                               |                            |
|                            | Medal Przyjaciela Marynarki                        | Medalha Amigo da Marinha                                         |                            |
| Odznaczenia stanowe        |                                                    |                                                                  |                            |
|                            | Order Zasługi Bahii                                | Ordem do Mérito da Bahia                                         |                            |
|                            | Order Zasługi Świętego Jerzego z Ilhéus (Bahia)    | Ordem do Mérito de Sao Jorge dos Ilhéus (Bahia)                  |                            |
|                            | Order Zasługi Brasílii (Brasília)                  | Ordem do Mérito de Brasília                                      |                            |
|                            | Order Zasługi Sądowej (Pará)                       | Ordem do Mérito Judiciário (Pará)                                |                            |
|                            | Order Ipirangi (Parana)                            | Ordem do Ipiranga (Parana)                                       |                            |
|                            | Order Zasługi Odrodzenia Piauí (Piauí)             | Ordem do Mérito Renascença do Piaui                              |                            |
|                            | Order Zasługi Sądowej (Rio de Janeiro)             | Ordem do Mérito Judiciário (Rio de Janeiro)                      |                            |
|                            | Order Ponche Verde (Rio Grande do Sul)             | Ordem do Ponche Verde (Rio Grande do Sul)                        |                            |
|                            | Medal Zasługi Farroupilha (Rio Grande do Sul)      | Medalha do Mérito Farroupilha (Rio Grande do Sul)                |                            |
|                            | Medal Gubernatora Pedra de Toledo (São Paulo)      | Medalha Governador Pedro de Toledo                               |                            |
|                            | Order Zasługi Juscelino Kubitschka (São Paulo)     | Ordem do Mérito do Empreendedor Juscelino Kubitschek (São Paulo) |                            |
|                            | Order Zasługi Aperipê (Sergipe)                    | Ordem do Mérito Aperipê (Sergipe)                                |                            |
|                            | Order Zasługi Tocantins (Tocantins)                | Ordem do Mérito do Tocantins                                     |                            |

### Zniesione ordery
| Baretka                                                                          | Nazwa polska                                                                     | Nazwa portugalska                                                                |
| Ordery brazylijskie z XIX wieku (czasy Cesarstwa Brazylii i początków republiki) | Ordery brazylijskie z XIX wieku (czasy Cesarstwa Brazylii i początków republiki) | Ordery brazylijskie z XIX wieku (czasy Cesarstwa Brazylii i początków republiki) |
| -------------------------------------------------------------------------------- | -------------------------------------------------------------------------------- | -------------------------------------------------------------------------------- |
|                                                                                  | Order Naszego Pana Jezusa Chrystusa                                              | Ordem de Nosso Senhor Jesus Cristo                                               |
|                                                                                  | Order św. Benedykta z Aviz                                                       | Ordem de São Bento de Aviz                                                       |
|                                                                                  | Order św. Jakuba od Miecza                                                       | Ordem de Sant'Iago da Espada                                                     |
|                                                                                  | Order Cesarski Krzyża                                                            | Ordem Imperial do Cruzeiro                                                       |
|                                                                                  | Order Piotra I                                                                   | Ordem de Pedro Primeiro                                                          |
|                                                                                  | Order Róży                                                                       | Ordem da Rosa                                                                    |
|                                                                                  | Order Kolumba                                                                    | Ordem de Colombo                                                                 |